# Hallen (Åre)
Hallen ist ein Ort in der  Gemeinde Åre in der schwedischen Provinz Jämtlands län. Insgesamt leben auf einer Fläche von 90 Hektar 220 Einwohner (2015). Hallen liegt am westlichen Ufer des Storsjön, dem fünftgrößten See Schwedens, etwa 70 Kilometer südöstlich von Åre und 65 Kilometer westlich von Östersund. Westlich von Hallen befindet sich das Bydalsfjällen.

## Sehenswürdigkeiten
In der Nähe von Hallen befindet sich der Fluss Dammån, dieser ist eines der wichtigsten Fortpflanzungsgebiete für die Forellen (Salmo trutta) des Storsjön. Die Zuflüsse der Dammån kommen vom Anaris- und Oviksfjäll. In der Dammån leben auch Biber (Castor fiber).
Hallen besitzt eine Kirche aus dem Jahre 1776.
Im nahe gelegenen Trappnäs befand sich in der Steinzeit einer der größten Wohnplätze in der Umgebung des Storsjön.
Im Storsjön soll der Legende nach das Storsjöodjuret leben.